# HD 392
HD 392 — звезда, которая находится в созвездии Кита на расстоянии около 430 световых лет от нас.

## Характеристики
HD 392 — звезда 7,599 величины, не видимая невооружённым глазом. Впервые в астрономической литературе она упоминается в каталоге Генри Дрейпера, изданном в начале XX века. Это жёлто-белый карлик, который имеет массу, равную 1,61 массы Солнца. Возраст звезды оценивается приблизительно в 1,7 миллиарда лет. Планет в данной системе пока обнаружено не было.